# Záhorská Bystrica
Záhorská Bystrica (niem. Bisternitz, węg. Pozsonybeszterce) – dzielnica Bratysławy, wchodząca w skład powiatu Bratysława IV, położona na północ od centrum miasta, w regionie Záhorie.

## Historia
Pierwsze ślady ludzi w dzielnicy pochodzą z 6 tysiąca przed n.e. Badania archeologiczne pokazały, że teren zamieszkany był w okresie rzymskim, celtyckim, byli tutaj barbarzyńscy Markomanowie i Kwadowie. Pierwsi Słowianie przybyli w połowie VI stulecia. Z tego okresu pochodzą słowiańsko-awarskie groby.
Pierwsze wzmianki pisemne pod nazwą Bisztric (choć raczej dotyczyły terenu, a nie konkretnej miejscowości) pojawiły się w roku 1208 i w 1258. W 1314 królewski list wspomina o osadzie Pistrich, w której w 1332 była już parafia. W tym czasie osada była w rękach panów z Jura i Pezinoka. Gwałtowny rozwój osady nastąpił w XVI wieku, kiedy przybyli tutaj Chorwaci, uciekający ze swoich ojczystych terenów przez Turkami. Obecność chorwacką w Bystricy potwierdzają po raz pierwszy źródła pisane z 1520. W 1534 wybudowano w miejsce dawnej kapliczki kościół św. Piotra i Pawła. W 1561 przybył chorwacki ksiądz, Matias Nojem, i od tego czasu zaczął tutaj dominować język chorwacki. Księża chorwackiej narodowości działali w Bystricy co najmniej do połowy XVIII wieku, o czym świadczą nazwiska – Urbanič, Tislarič, Lubetič, Golubič, Besedič, Megliť.
W połowie XVI wieku osada stała się częścią majątku rodziny Serédyho. Potem Bystrica dostała się w ręce rodziny Pallfy. W jednym z dokumentów z tego okresu wymienia się, że żyło w niej 50 chorwackich i 33 słowackie rodziny. W 1647 stała się niewielkim miasteczkiem i z tego okresu pochodzi pierwsza pieczęć z wyobrażeniem patronów kościoła – św. Piotra i Pawła.
W XVIII wieku Bystrica opisywana jest jako ludna rolniczo-rzemieślnicza gmina z rozwiniętym winiarstwem. Mieszkańcy bogacili się na dostarczanej żywności bliskiej Bratysławie i Wiedniu. W 1803 przy pomocy rodziny Pallfy rozpoczęli budowę nowego kościoła św. Piotra i Pawła. Bystrica miała już 1300 mieszkańców i stary kościół był już za mały. Budowę ukończono dwa lata później, ale wyświęcono go dopiero w 1834. W 1866 przez ten teren przechodziły pruskie wojska, a na granicy z osadą Lamač rozegrała się niewielka potyczka. W 1868 tzw. stupavskie państwo, do którego należała Bystrica, została majątkiem grafów z rodziny Károly.
W 1900 mieszkało w Bystricy 2195 osób (w dużej większości Słowaków) w 331 domach. Oprócz rolników było coraz więcej robotników w przemyśle oraz w kolejnictwie.
W 1913 założono w miejscowości filię banku rolniczego. I wojna światowa przyniosła śmierć ponad 80 mężczyzn. W okresie międzywojennym przeprowadzono elektryfikację (1928), podłączono pierwsze telefony (1936) oraz wybudowano nową szkołę (1937).
W 1972 Bystrica stała się częścią Bratysławy.

## Zabytki i inne atrakcje
- kościół św. Piotra i Pawła z I połowy XIX wieku,
- barokowe probostwo,
- kapliczka z 1839, 1896 i 1913.

Z racji bliskości Małych Karpat dzielnica posiada wiele terenów zielonych oraz jest atrakcyjna dla osób lubiących aktywne spędzanie czasu.
Siedzibę ma tu również komercyjna telewizja Markíza.